# خوسيه خوليو غونزاليس غارزا
خوسيه خوليو غونزاليس غارزا (بالإسبانية: José Julio González Garza)‏ هو سياسي مكسيكي، ولد في 2 أبريل 1956 في ليون في المكسيك. حزبياً، نشط في حزب العمل الوطني. وقد انتخب عضو مجلس النواب المكسيك.